# 富西铁路
富西铁路（“西”指漠河市西林吉镇）是自黑龙江省富裕县至同省漠河市的一条中国国铁铁路，全线归哈尔滨铁路局管辖。

## 线路走向
富西铁路从齐北铁路富裕站引出，沿黑蒙界向北经讷河市、嫩江县出黑界，其后大致沿甘河向西北延伸至加格达奇站，后折向北重新进入黑龙江省内直至塔河县，于塔河县向西北至漠河站，后转向西南至铁路终点古莲站。

## 历史
富西铁路由原富嫩铁路和嫩林铁路组成。富嫩铁路始建于1930年，于1936年建成。嫩林铁路始建于1958年，于1972年建成。嫩林铁路自黑龙江嫩江经过加格达奇、塔河、漠河至古莲，全长680千米。

## 提速改造
富裕至加格达奇铁路计划进行提速改造，线路全长430.23km，其中内蒙古自治区行政管辖范围145.513km。

## 相交铁路
- 富裕站：齐北铁路
- 加格达奇站：伊加铁路
- 林海站：林碧铁路

## 相关参考
1. ↑  . 黑龙江省人民政府. 2008-11-25  [2016-12-11]. （原始内容存档于2018-08-05）. （三十八）加快基础设施建设……富裕至西林吉铁路扩能改造等项目前期工作。
2. ↑  .   [2012-01-17]. （原始内容存档于2011-07-10）.
3. ↑  . 江西交投. 交通运输部. 2022-04-20  [2022-07-25]. （原始内容存档于2022-07-25）.